# Validentia elephas
Validentia elephas là một loài tò vò trong họ Ichneumonidae.